# 劳斯尼茨
劳斯尼茨（德語：Laußnitz）是德国萨克森州的市镇，隶属于包岑县。总面积为63.81平方千米，截至2023年12月31日总人口为1,832人。